# 脱構築主義建築

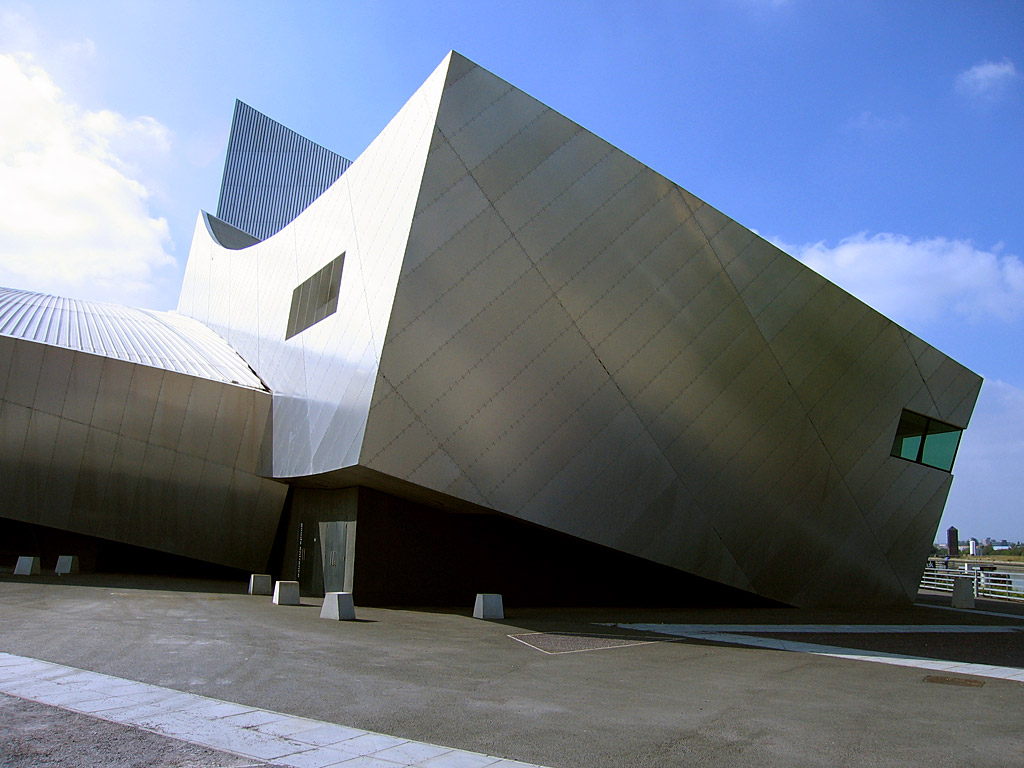
ダニエル・リベスキンドの北帝国戦争博物館。アルミで覆われた東面のクロースアップ

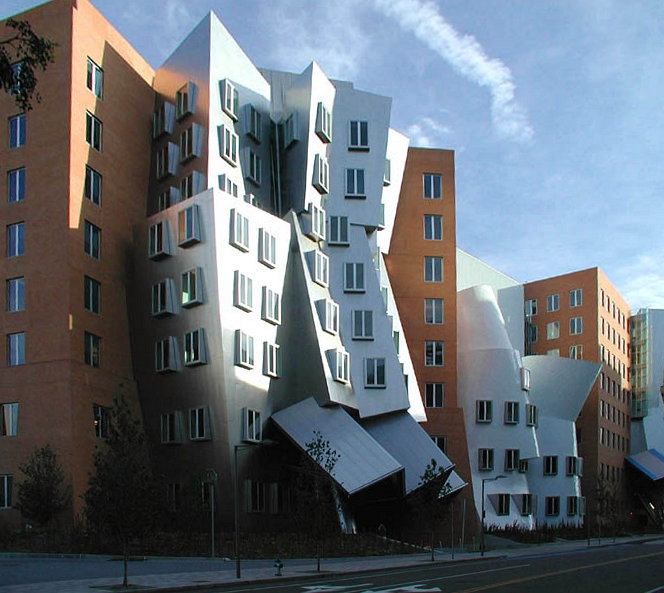
フランク・ゲーリーによる、MIT ステイタ・センター

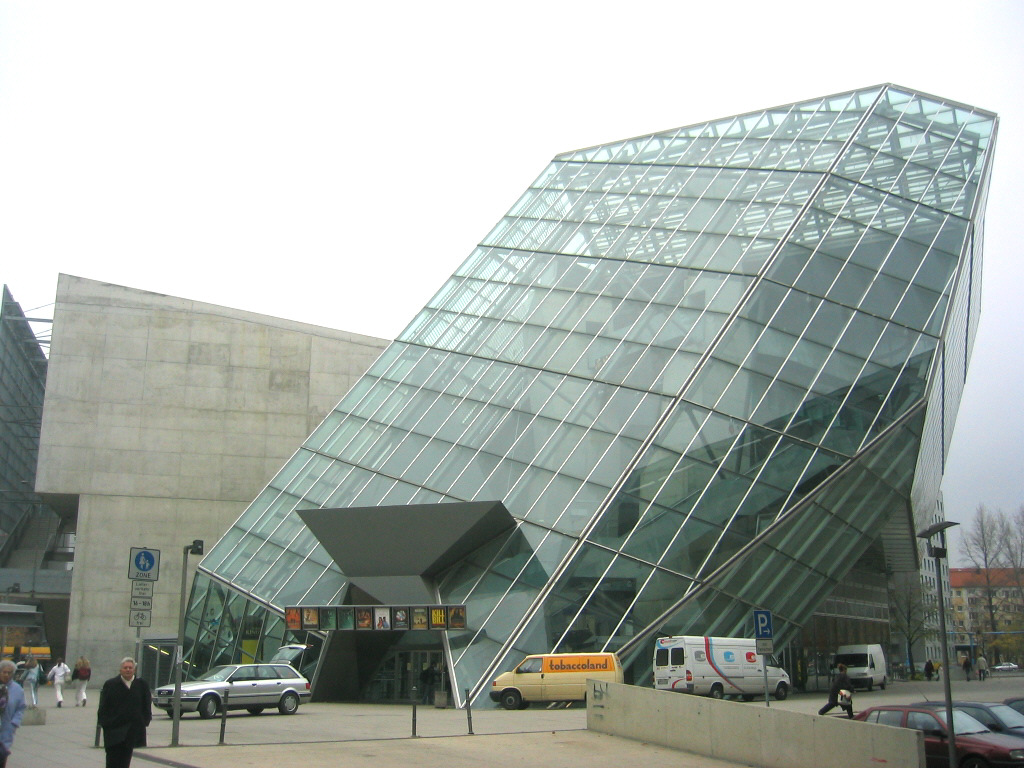
コープ・ヒンメルブラウによる、ドレスデンのシネマコンプレックス

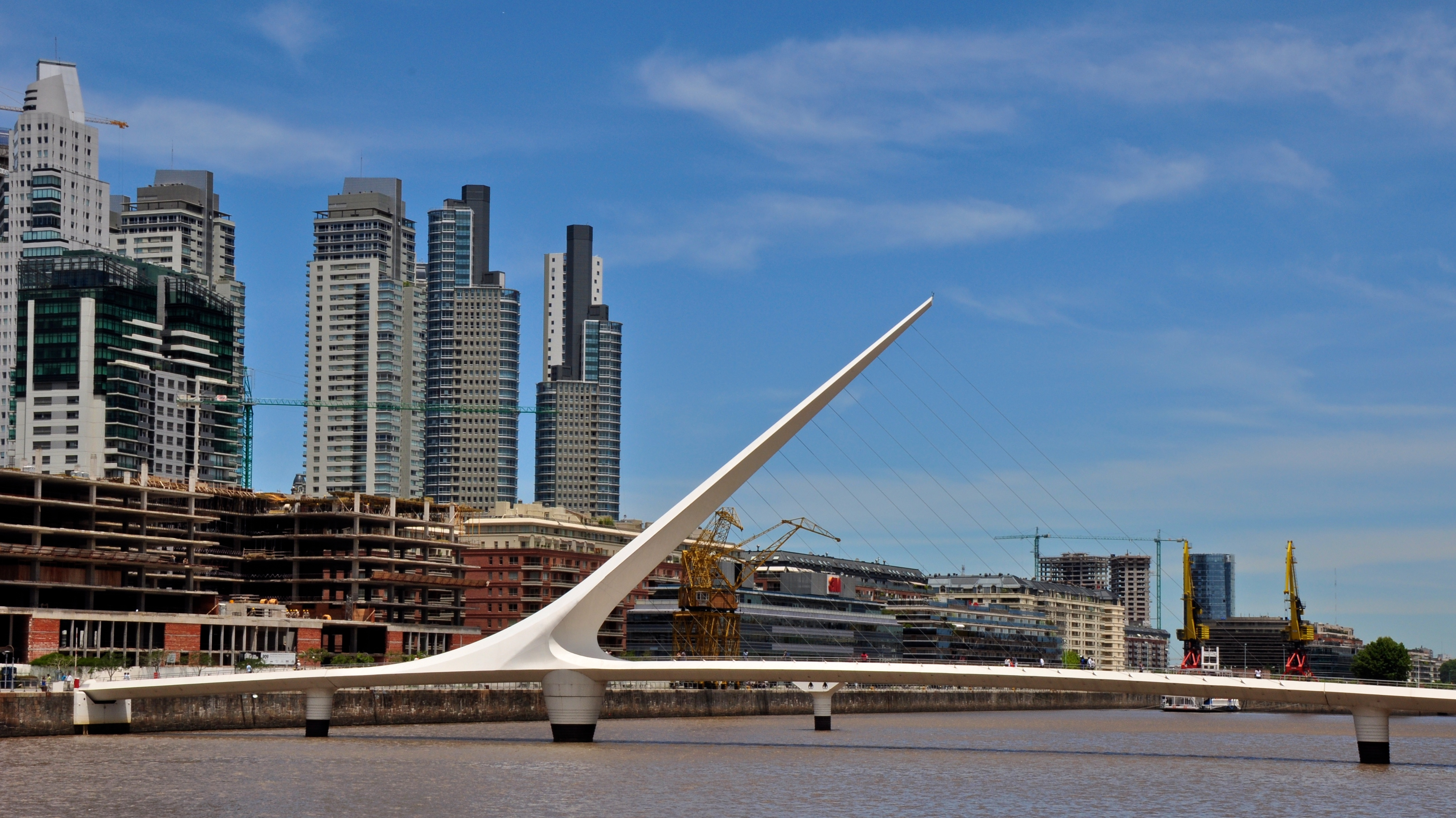
サンティアゴ・カラトラバによる、ブエノスアイレスのムヘール橋

建築における脱構築主義（Deconstructivism、Deconstruction、デコンストラクティビズム、デコンストラクション）とは、ポストモダン建築の一派であり、1980年代後半以降、2000年代に至るまで世界の建築界を席巻している。
脱構築主義の建築家の多くは実際の設計には恵まれず、もっぱら建築思想家として、また建つことのない建築のイメージを描いたドローイングで有名であったが（例：ダニエル・リベスキンド）、後述するニューヨーク近代美術館による『脱構築主義者の建築』展のあと、1990年代以降は各地で実際の建築を設計するようになっている。ポストモダンの退潮後、モダニズム建築が復権するかたわら、脱構築主義は各国でのコンペに勝利することで、スタジアムや超高層ビルなどより広い活躍の場を得るようになっている。

## 概要
- 破片のような建築物の形状
- 設計過程における非線形な手法
- 建築物の表層・表皮に対する興味
- 構造や覆いといった建築の要素に歪みや混乱を起こす非ユークリッド幾何学の応用

などが特徴である。この様式で建てられた「デコン建築」の最終的な外観は、伝統的な建築様式ともモダニズム建築の箱型とも違う、アンバランスで予測不可能かつ刺激的なもので、ひねられたりずらされたり傾けられたりと、コントロールされた混沌とでもいうべき様相を呈する。
脱構築主義に含まれる建築家の一部は、フランスの哲学者ジャック・デリダの著書と、その「脱構築」という思想に影響を受けている。また、他の建築家らはロシア構成主義に影響され、その幾何学的でアンバランスな非対称的形態を再現しようとしている。
総じて脱構築主義の建築家らは、「形状は機能に従う」「素材に忠実であること」といった、モダニズム建築の抑圧的な『鉄則』と彼らが考えるものから、建築を遠ざけようと意図している。ただし、脱構築主義者とされている建築家の中には、自分たちの建築を脱構築的と分類されることを積極的に拒否する者もいる。
一方で、ポストモダン建築のなかにある、さまざまな過去の建築様式や装飾を引用する折衷主義的な考えを強く拒否しており、より純粋に新しい建築を生み出そうとしてきた。

## 関係者
脱構築主義にかかわる有名な建築家には以下のような人物がいる。
- ピーター・アイゼンマン（Peter Eisenman）
- フランク・ゲーリー（Frank Gehry）
- ザハ・ハディッド（Zaha Hadid）
- コープ・ヒンメルブラウ（Coop Himmelb(l)au）
- レム・コールハース（Rem Koolhaas）
- ダニエル・リベスキンド（Daniel Libeskind）
- バーナード・チュミ（Bernard Tschumi）

彼らは、1988年にニューヨーク近代美術館でフィリップ・ジョンソン監修のもと開催された『脱構築主義者の建築』展にて取り上げられた人物であり、この展覧会によって『脱構築主義』の用語とともに有名になった。

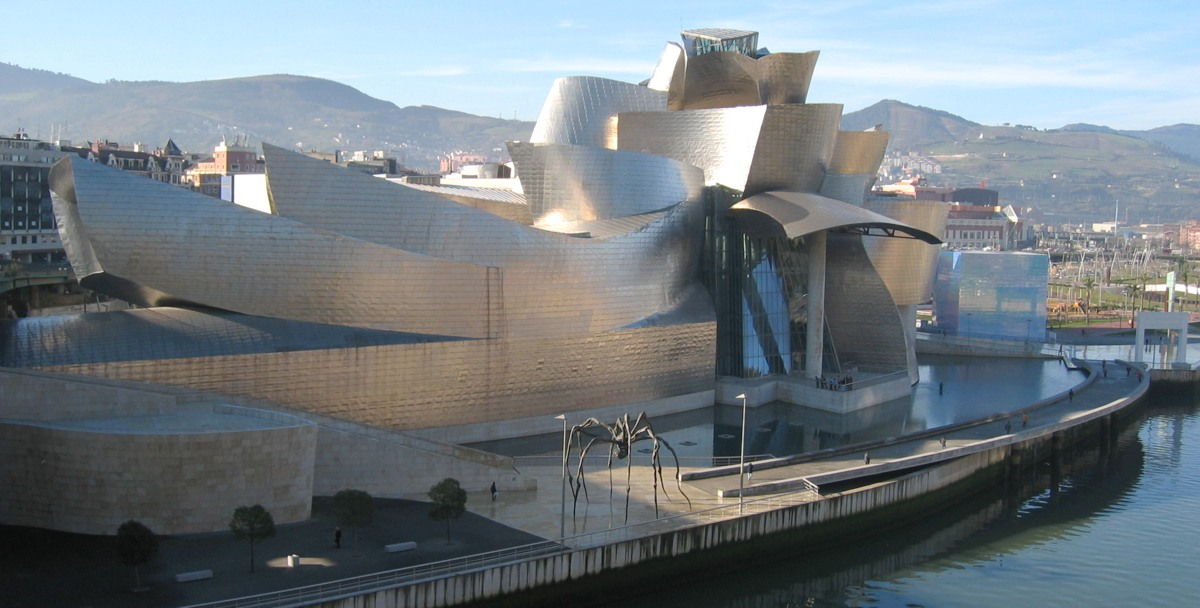
フランク・ゲーリーのビルバオ・グッゲンハイム美術館。CADを用いて設計されており、平らな面が建築のどこにもない

## 批判
脱構築主義に対する批判には、社会に対する意義のない、単なる形態の実験に過ぎないといったものがある。
磯崎新はザハ・ハディッドをコンペで発掘するなどこうした建築家の評価に大きく関わってきたが、デザインの目先の斬新さを競うことに対して懐疑的であり、阪神・淡路大震災以降は「破壊された建物を見た衝撃のあとでは、デコンストラクションというファッションは終わったと言わざるを得ない」と批判している。